# Octo Octa
Maya Bouldry-Morrison, més coneguda pel seu nom artístic Octo Octa, és una productora de música house i dj estatunidenca amb seu a Brooklyn.
L'any 2016, Bouldy-Morrison va fer efectiu el seu canvi de gènere, convertint-se en una de les primeres artistes en presentar-se com a transgènere després d'haver guanyat popularitat com a punxadiscos de música electrònica i, per tant, en experimentar amb èxit la transició de gènere.

## Trajectòria musical
Octo Octa reconeix la influència dels discos clàssics de Warp Records, IDM, drum and bass, i del segell discogràfic de Los Angeles, Tigerbeat6, i afirma haver-se inspirat en l'artista trans DJ Sprinkles (aka Terre Thaemlitz).
Mentre estudiava a la Universitat de New Hampshire, va formar la banda de ball Horny Vampyre amb el seu amic Jeremy, tot i que ja utilitzava el sobrenom Octo Octa per a la seva música experimental. Les seves produccions inicials en solitari se situaren dins dels gèneres de l'IDM i el breakcore, i no fou fins al final de la seva carrera universitària que va començar a produir l'estil de música house pel qual és coneguda.
El seu primer llançament, l'EP Let Me See You (2011), va sortir a través de 100% Silk, el subsegell de la discogràfica Not Not Fun Records. Des de llavors ha publicar diversos treballs com l'EP Where Did You Go / Through the Haze (2014) amb Argot, More Times EP (2015) amb el segell alemany Running Back i Further Trips (2015) amb Deepblak. Els seus primers tres discos els publicà 100% Silk.

## Imatge pública
Tot i que va començar a ser transgènere l'any 2016, explica que aquest procés va començar el 2012, quan va llegir un article a la revista Rolling Stone sobre Laura Jane Grace, la cantant d'Against Me!, la qual és també transgènere.

## Discografia

### Àlbums
- Where Are We Going? HNYTRX, 2017, HNY-015
- Between Two Selves 100% Silk, 2013, SILK046
- LA Vampires 100% Silk, 2012, SILK031
- Rough, Rugged, And Raw 100% Silk, 2011, SILK025

### 12" i EP
- My Feelings Toward You Love Notes, 2017, LVNO-09
- Where Are We Going? HNYTRX, 2017, HNY-015
- Further Trips Deepblak, 2015, DBR-V026
- Requiem For The Body Stays Underground It Pays, 2015, SUIT 8
- More Times Running Back, 2015, RB052
- Where Did You Go/ Through the Haze Argot, 2014, ARGOT 009
- Cause I Love You 100% Silk, 2014, SILK061
- Oh Love 100% Silk, 2012, SILK023
- Let Me See You 100% Silk, 2011, SILK011

### Remix
- Don't Fear It EP Don't Fear It (Remix), Shewey Trax, 2017, shew-19